# Temetetlen múlt
A Temetetlen múlt (eredeti cím: What Lies Beneath) 2000-ben bemutatott amerikai film Harrison Ford és Michelle Pfeiffer főszereplésével.
Robert Zemeckis rendező–producer 1999 januárjában kezdte meg a Számkivetett forgatását, majd hamarosan félretette projektjét egy teljes évre, hogy főszereplőjének, Tom Hanksnek legyen elég ideje a szerep által megkívánt kondíció elérésére. E kényszerszünet alatt merült fel a Temetetlen múlt elkészítésének lehetősége, s a Robinson-történet egész stábja szinte kivétel nélkül rendelkezésre állt a misztikus thriller leforgatására. A főszereplők személyét illetően a producerek között nagy egyetértés volt, a munkálatok 1999 augusztus végén kezdődtek meg, s párhuzamosan folytak vermonti helyszíneken és a Los Angeles-i stúdiók díszletei között.
Az Amerikai Egyesült Államokban és Kanadában 2000. július 21-én mutatták be, míg Magyarországon 2000. november 30-án került a mozikba.
A kész produkció a kritikusokat ugyan megosztotta, a nézők ellenben komoly érdeklődést mutattak a jegypénztáraknál: a Temetetlen múlt bemutatása évének tizedik legnagyobb bevételt elérő alkotása lett, ezzel ideiglenesen megerősítve két sztárja piaci értékét.

## Történet
Norman és Claire Spencer látszólag boldog házasságban él egy nagy tóparti házban. Miután lányát elszólítják tanulmányai, az asszony sokat van egyedül otthonában. Hamarosan különös dolgokra lesz figyelmes: tárgyak mozdulnak el maguktól, s túlvilági hangok visszhangzanak a falak között. Norman úgy véli, felesége pusztán képzelődik. A jelenségek azonban egyre szaporodnak, s Claire-nek meggyőződése lesz: szellem kísérti a házat. Úgy dönt, maga jár utána a rejtélynek. A temetetlen múlt bolygatásával azonban házasságát, mi több, életét teszi kockára.

## Részletes cselekmény
|  | Alább a cselekmény részletei következnek! |

Idilli kezdet, Claire és Norman

Claire Spencer egy tóparti házban él Vermontban második férjével, az elismert tudós Normannel és első házasságából származó lányával, Caitlinnel. Elérkezik a nap, hogy Caitlin otthagyja a szülői házat, s főiskolára megy. Nem sokkal indulás előtt Claire felfigyel a néhány hete a szomszédba költözött házaspár hangos veszekedésére, ami már nem az első eset. Claire és Norman elbúcsúznak Caitlintől a kollégiumban, és ezután Claire ideje nagy részét egyedül tölti a nagy házban, ami egykor Norman szintén tudós apjáé volt.
Egy délelőtt Claire a garázsban tesz-vesz, s a fényképalbumokat lapozgatva felkavarja néhány emlékfoszlány, amiktől meggyötörten szalad ki a kertbe. Gondolatai csakhamar elterelődnek, mikor felfigyel a szomszéd nő jajveszékelésére. Közelebb lép a magas fakerítéshez, s bár a rémült asszony szavai tisztán érthetőek, Claire kevés értelmet vél felfedezni bennük, de arra a következtetésre jut, hogy Mrs. Feurt a férje félelemben tartja. Aggodalmát megosztja Normannel, aki azonban nyugalomra inti, s arról győzködi, hogy Feurék egyszerűen csak nem jönnek ki jól egymással, s nem az ő dolguk, mi folyik közöttük. Másnap Claire egy virágkosárral csönget be a szomszédba, de nem nyitnak ajtót, így hazamegy. A ház előtt már várja barátnője, Jody, aki egy kis csevej után távozik is. Aznap este nagy vihar támad, s mikor elmegy az áram, Claire az ablakhoz lép, ahonnét látni véli, amint a szomszéd férfi egy méretes zsákot tesz a kocsija csomagterébe. Claire felriasztja Normant, de mire visszaérnek az ablakhoz, sehol sincs senki.
A következő este Claire kimegy kutyájával, Cooperrel a mólóra, s a víz felszínéhez közel egy árnyat vél felfedezni, azonban a látomás csakhamar köddé vész. A házba visszaérve a további különös jelenségek, így a magától kinyíló ajtó és bekapcsolódó rádió arra készteti Claire-t, hogy bemenjen Norman munkahelyére. A laborban éppen egy olyan szer kifejlesztésén dolgoznak a férfi munkatársai, ami minden mozgásszervet lebénít néhány percre úgy, hogy az alany eközben tudatánál van. Claire elárulja Normannek, hogy hangokat hallott a házban, a férj azonban kétkedve fogadja szavait. Norman másnap egy konferenciára utazik New Havenbe, így Claire egyedül marad. Újra megpróbálkozik a szomszédköszöntéssel, hogy utánajárjon, mit is látott pár napja. Mr. Feur meglehetős mogorvasággal közli, hogy a dolga sietős, s hogy felesége nincs otthon. Claire este távcsővel kémleli házában a férfit, s megrémíti Norman hirtelen felbukkanása, aki közli vele, hogy késésben vannak egy vacsoráról. Hazaérve Claire újrakeretez egy asztali képet, ami korábban esett le a padlóra. Közben egy apró kulcsot talál, de arra nem jön rá, mit nyithat, így zsebreteszi. Az emeletre felérve a fürdőkádat színültig megtelve találja; a dugóért nyúl, hogy leengedje, mikor egy nő képe jelenik meg a víztükrön. Claire rettenetesen megrémül, s másnap Norman unszolására pszichiáterhez fordul. Elmondja Dr. Draytonnak, hogy szellemet látott, s az meglehetősen hasonlított rá, csak a szemei voltak más színűek. A terapeuta javaslatára Claire megpróbál kapcsolatot teremteni a kísértettel: ő és Jody egy Ouija-táblával ülnek be a fürdőszobába, hogy megidézzék azt, akit Claire a szellemnek hisz: Mary Feurt. Már majdnem úgy tűnik, létrejön a kapcsolat, ám csak Cooper ront be a helyiségbe, halálra rémítve a két nőt. Claire elbúcsúzik Jodytól, majd rendet tesz a fürdőszobában, ám hamarosan visszamegy, mikor megpillantja a kiáramló gőzt. A kád újfent csordultig van vízzel, a párás tükrön pedig üzenet jelenik meg a kísértettől. Claire lerohan a földszintre, ahol a számítógépet bekapcsolva találja; a kártyajáték-program a győztes játékos monogramját kéri, ahol vég nélkül tűnik fel újra és újra a három betű: MEF.
Claire kétségbeesetten ront be Norman irodájába, győzködve róla férjét, hogy Warren Feur megölte a feleségét, s a nő szelleme kísérti a házat. Norman azonban képtelen ebben hinni, s úgy véli, Claire csak így áll rajta bosszút, amiért éjszakába nyúlóan dolgozik. Hazafelé menet Claire megpillantja Warrent, s kérdőre vonja a férfit, akinek az oldalán ekkor megjelenik Mary. Claire tanácstalanságában újfent ellátogat Dr. Draytonhoz, ahol már a házassága a téma. Hazaérve egy csomag várja a verandán Jodytól, melyben egy Boszorkányság, szellemek és alkímia című könyvet talál. Mrs. Feur átjön, hogy elnézést kérjen Claire-től különös viselkedése miatt. Elmondja neki, hogy a férje iránt táplált érzelmei hatottak rá fojtogatóan, s emiatt érezte magát veszélyben, így egy rövid időre az anyjához utazott. Claire korábban csak egy szimpla zsákot látott, amiben Warren néhány holmit vitt feleségének. Este Norman és Claire egy estélyre mennek, ahol Claire-hez egy ismerőse lép oda, s a hogylétéről érdeklődik. Az idős hölgy szavai homályosan ugyan, de felelevenítik Claire-ben a Norman tiszteletére tartott egy évvel korábbi partit, amikor valami oknál fogva teljesen elgyengült. Otthon a korábban helyrehozott képet nézi, ami a rendezvényen készült. A keret ismét a földön landol, s az üveg szilánkokra törik. Az újságból kiollózott kép hátoldalán Claire egy eltűnt lányról szóló cikkre lesz figyelmes. Rákeres az eltűnt személyek között „Madison Elizabeth”-re az interneten, s egy Madison Elizabeth Frank nevű fiatal nőn akad meg tekintete, akinek egy évvel korábban veszett nyoma. Claire megmutatja a nő kinyomtatott fotóját Normannek, bizton állítva, hogy ezt az arcot látta a fürdőkádban, azonban Norman ingerülten szólítja fel, hogy hagyja abba sületlenségeit. Claire meglátogatja Madison édesanyját, s a lány szobájából magához vesz egy szőke hajfürtöt. Otthon, kivetkőzve magából, elcsábítja Normant. Vad, erotikus mozdulatai közepette egy tükörben Claire magát pillantja meg, amint ázottan és döbbent arccal áll a bejárati ajtóban. Az összezavarodott Norman is abba az irányba tekint, azonban nem lát semmit. Claire feléje hajol, de Norman Madison arcát látja. Claire a hajfürttel és a boszorkányságot segítségül hívva egy korábbi estét idézett meg. Minden világossá válik számára a múltból: rajtakapta férjét az egyik diákjával, Madison Elizabeth Frankkel, s rögtön ezután szenvedett autóbalesetet. Claire Jodyhoz hajt, magára hagyva a magyarázkodó Normant.
Másnap reggel hazatér, s férjét a fürdőkádban találja mozdulatlanul egy hajszárító mellett. A mentők ellátják Normant, akinek nincs komolyabb baja ügyetlenségén túl. A férfi elmondja Claire-nek, hogy viszonya volt Madisonnal, s mikor véget akart vetni neki, a lány öngyilkossággal fenyegetőzött, nem sokkal később pedig eltűnt. Claire lepihen, Norman pedig telefonon érdeklődik a paranormális egy szakértőjétől, mikor észreveszi, hogy felesége a tó felé sétál. Utánamegy, s épp mikor a mólóra lép, Claire-t a vízbe rántja Madison a kezében tartott hajfonata. Egészen a fenékig vezeti, ahol az iszapban Claire egy faládikát pillant meg, ám ekkor Norman utoléri, s a felszínre hozza. Elégetik a hajat, Norman pedig közli Claire-rel, hogy már hisz neki a szellemet illetően. Claire rövidesen már nem érzi Madison jelenlétét, s férjének is megbocsátani látszik hűtlenségét.
Néhány nappal később azonban fürdőköpenyéből kipottyan a kulcs, amit korábban a házban talált. Már sejti, mit nyithat: egy éjszaka felhozza a dobozt a tó fenekéről, s kinyitva Madison nyakláncát találja benne. Norman jelenik meg a nappaliban, s felfedi Claire előtt, hogy annak idején holtan találta a lányt a lakásban, mikor hazaért, így kocsijával együtt a tóba engedte holttestét; Madison a ládát egy levéllel Claire-nek hagyta hátra, azonban Norman a vízbe dobta. Norman rimánkodik Claire-nek, hogy bocsásson meg és lépjenek túl a dolgon, ahogy régen ő sem hagyta, hogy Madison öngyilkossága tönkretegye az életüket. Claire azonban ragaszkodik ahhoz, hogy a lányt felhozzák a felszínre, s átnyújtja a telefont Normannek. A férfi tárcsáz, s bejelentést tesz az eltűnt személyről, majd az emeletre megy. Claire követi, s a zuhanyt hallva újratárcsázza a legutóbb hívott számot, ami azonban nem a rendőrség, hanem a tudakozó. Már késő bármit is tenni, mert Norman a semmiből tűnik fel Claire mögött, s egy a bénítóoldattal átitatott rongyot szorít felesége orrához. Claire kiszabadul a szorító kezek közül, s leszalad a földszintre, de hamarosan megdermedve nyúlik el a padlón. Norman sajnálkozását fejezi ki afelől, hogy a dolgok így elfajultak. Elárulja, hogy ő fojtotta vízbe Madisont, majd felviszi Claire-t a fürdőszobába, s a kádba fekteti mozdulatlan testét, miközben a vízszint egyre nő. Megosztja az eseményeket kényszerűségből némán szemlélő nővel, milyen kellemetlen is volt, mikor az áramütöttet kellett színlelnie a hideg vízben. Norman megpillantja Madison nyakláncát Claire-en, s előrehajtja a fejét, hogy leakassza róla, ám mikor visszahajtja, egy pillanat erejéig egy vízihullával néz farkasszemet, s ijedtében hátrahőköl, megcsúszik a vizes padlón, beveri a fejét a mosdókagylóba és vérző sebbel terül el a földön. Claire éledező végtagjai és a vízbe esett zuhanyrózsa segítségével csökkenti a vízfolyás sebességét és sikerül kihúznia a dugót is, így az utolsó pillanatban jut levegőhöz, majd hamarosan kikászálódik a kádból. Normant már nem találja a földön; a férfi a földszinten fekszik mozdulatlanul. Claire megközelíti, a zsebében lévő telefonért nyúl, ám ekkor Norman keze megmozdul. A riadt Claire megragadja a készüléket és egy kocsikulcsot, majd kirohan a házból. A furgon kulcsait vette magához sietségében, így a hajós vontatóval megtoldott járművel hajt el, de Normannek még sikerül felkapaszkodnia rá. A férfi váratlanul támad a nőre, s miközben dulakodnak, a kocsi a tóba hajt, majd süllyedni kezd. Norman lába beszorul, s Claire-t sem engedi a felszínre úszni. A csónak letörött árbócrúdja a mélybe hasít, s felszakít egy régebb óta ott lévő járművet, amiből egy holttest emelkedik ki. Odaérve a házaspárhoz, Madison hullája hirtelen Norman felé fordul, s megragadja, miközben Claire a felszínre úszik.
Valamikor később Claire egy hófödte temetőben áll, s egy szál rózsát helyez az előtte lévő sírra, Madisonéra.
|  | Itt a vége a cselekmény részletezésének! |

## Szereplők
- Harrison Ford mint Dr. Norman Spencer (magyar hangja Csernák János): Elismert tudós, korábban egyetemi professzor, aki nemrégiben elhunyt apja házában él feleségével és annak első házasságából származó lányával. Ford volt Robert Zemeckis első számú és egyetlen választása a szerepre.[4] A színész a Michelle Pfeifferrel való közös munka lehetősége miatt vállalta el pályája első negatív szerepét. „Gondoltam, »miért ne?« Tudom, hogy ez az első ilyen, de mindig is szerettem volna Michelle-lel dolgozni. Rendkívül jó a szakmájában és szeretem minden filmjét. Az emberek nem számítanak ilyesmire tőlem, de rajtuk múlik. Egyszerűen nem tudtam ellenállni a kísértésnek.”[5] Ford 20 millió dollárt kapott szerepéért.[6]
- Michelle Pfeiffer mint Claire Spencer (magyar hangja Kovács Nóra): Norman felesége, aki gyakran van egyedül otthon, mióta lánya főiskolára ment; rövidesen szokatlan jelenségekre lesz figyelmes a ház körül. Fordhoz hasonlóan Pfeiffer is a rendező első és egyetlen választása volt a szerepre.[4] A színésznő szerződésében szerepelt az a kitétel, hogy mindig időben befejeződik számára a forgatás, hogy esténként törődni tudjon a gyermekeivel. A gyerekek a forgatáson is meglátogatták anyjukat.[7] Pfeiffer 10,5 millió dollárért játszotta el Claire Spencert.[6]
- Katharine Towne mint Caitlin Spencer (magyar hangja Vadász Bea): Claire egyetemista lánya
- Diana Scarwid mint Jody (magyar hangja Pápai Erika): Claire nemrégiben elvált barátnője.
- James Remar mint Warren Feur (magyar hangja Borbiczki Ferenc): Spencerék új szomszédja, aki gyanús viselkedésével magára vonja Claire figyelmét. Remar a forgatás után úgy nyilatkozott, „furcsa jelenségeket” érzett a hátborzongató díszletek között. Egyes „ijesztgetős” jelenetek felvételét meglehetősen nehéznek találta, mivel véleménye szerint „a szellemek folytonosan körülöttünk vannak.” A színész felidézte azt az esetet, mikor tizenegy éves korában a szobájában különös elektromos hangokat hallott, melyek mély nyomot hagytak benne; ezen élmény miatt érezte a forgatás bizonyos részeit rémisztőnek.[8]
- Miranda Otto mint Mary Feur (magyar hangja Rudolf Teréz): Warren rémültnek mutatkozó felesége.
- Joe Morton mint Dr. Drayton (magyar hangja Orosz István): Pszichiáter, akihez Claire fordul. Bizonytalan benne, hogy higgyen-e a nő szavának.
- Ray Baker mint Dr. Stan Powell (magyar hangja Papp János)
- Micole Mercurio mint Mrs. Frank (magyar hangja Sztárek Andrea): Madison Elizabeth Frank édesanyja

## Háttér
1998-ban Robert Zemeckis megalapította az ImageMovers produkciós céget Steve Starkey és Jack Rapke producerekkel. Zemeckisnek régi terve volt egy feszültséggel teli film elkészítése; mikor a DreamWorks Pictures felkínálta a Temetetlen múlt forgatókönyvét, a rendező-producer rögtön igent mondott rá, így ez lett az ImageMovers első munkája. „[Zemeckis] olyan mozit látott benne, amilyet Hitchcock csinált volna napjainkban, élve a modern technika által kínált lehetőségekkel” – mondja Rapke. A film munkálatai Zemeckis másik 2000-ben bemutatott filmje, a Számkivetett munkálati szünetében folytak. Ezen idő alatt kellett Tom Hanksnek a szerepéhez megfelelő testsúlyt elérnie (vagyis lefogynia).

### A főszereplők
Zemeckis ötlete volt, hogy a férfi főszerepet Harrison Ford alakítsa, s Michelle Pfeiffer személyében is nagy egyetértés volt a három producer között; a két színész elfogadta a felkérést. „Harrison erőt hoz a filmbe, számomra ő testesíti meg az abszolút sztárságot” – magyarázza elképzelését Zemeckis. „Michelle pedig rendkívül hiteles a sebezhető nő szerepében, ugyanakkor a rejtett belső erőt is érzékeltetni tudja. Mindemellett ragyogó szépségével és erős színészi jelenlétével eléri, hogy a néző egy percre se tudja levenni róla a szemét.” Ford azzal kommentálta döntését, hogy nem csupán a figura és belső konfliktusa ragadta meg, mint általában egy szerep elvállalásánál, hanem a film egésze is. „Tetszett a forgatókönyv felépítése és fordulatai, csakúgy, mint a szereplők.” Pfeiffer kiskora óta rajong a Temetetlen múlthoz hasonló filmekért, s már régóta szeretett volna együtt dolgozni Zemeckisszel. „Van benne valami gyermeki lelkesedés a filmezés iránt” – mondja a rendezőről. „[…] a munka a sok nehézség ellenére is rendkívül szórakoztató volt.” Ford elmondása szerint Zemeckis gyakran „bonyolult kameramozgásokat használt, hagyta kifutni az igazán hosszú jeleneteket, ezzel lehetőséget teremtett a színészeinek, hogy sokkal szervesebben építsék fel a jeleneteket.” Ford később visszautasította a lehetőséget, hogy Steven Soderbergh rendezővel dolgozzon, mivel a Temetetlen múlt után újból pozitív szerepet kívánt játszani. A felkínált szerepről így nyilatkozott: „A központi szereplő körülményei meglehetősen nyomasztóak. Megfertőzte, ami a lányával történt. Nem akartam erre a terepre tévedni és hónapokig ottmaradni a végén.” Az öt hónappal később mozikba került Traffic főszerepét így Michael Douglas alakíthatta.

### A forgatási helyszínek és díszletek
Clark Gregg forgatókönyvíró színházi társulatával számos nyarat töltött a vermonti Burlingtonnál, s a vidék szépsége nagy hatással volt rá. Bár sosem nevezte meg, de ilyen hátteret képzelt el a Spencer házaspárnak a forgatókönyv írása közben. A forgatás 1999. augusztus 23-án vette kezdetét Addisonben, Vermont államban, így Gregg örült, hogy a filmkészítők választása egybeesett az ő új-angliai elképzeléseivel. „Számos New England-i helyszínt végigjártunk, hogy megtaláljuk azt az egyet, mely a film különféle szempontjainak egyaránt megfelel” – meséli Starkey. Ezek között a víz közelsége is szerepelt, így esett a döntés a Champlain-tó vidékére. Az egyetlen pont, amiben hibádzott a táj, az maga a Spencer házaspár nagy háza volt, ahol a megmagyarázhatatlan jelenségek történnek. A 325 négyzetméteres, zsindelyes házért Rick Carter és Jim Teegarden látványtervezők feleltek, csakúgy, mint a szintén jelentős szerephez jutó szomszédság épületéért. A vermonti építkezést követően a díszletet a Los Angeles-i stúdióban is fel kellett húzni az éjszakai felvételek, a mozgalmas momentumok és a vizuális effektusokat igénylő jelenetek érdekében.
A külső helyszínen épült, kétszintes háznál elengedhetetlen volt az erős szerkezet. Hogy alkalmas legyen a forgatásra, Teegarden és csapata a berendezések javát rögzítette, mivel ha minden „elmozdítható benne, akkor az egész építmény összedőlt volna alattunk” – magyarázza a szakember. Ellenben a műteremben minden elem helyén lehetett változtatni, beleértve a falakat is. Egyes helyiségeket akár többször is felépítettek az intenzívebb szcénák rögzítéséhez. A cselekmény folyamán többször is lényeges szerephez jutó fürdőszobának például öt változata készült. Michelle Pfeiffernek egy hónapos munkát jelentettek a fürdőkádas jelenetek. „Be kellett kennem az egész testemet ezzel a fehér vazelinnel, mielőtt belementem a vízbe, hogy a víz ne szívódjon fel. Undorító volt. Komolyan, heteket töltöttem benne. Borzasztó volt.” – idézi fel kellemetlen emlékeit a színésznő. A forgatás befejeztével a vermonti házat lebontották, lévén nem a szakszerű előírásoknak megfelelően épült. A díszletek a cselekmény előrehaladtával alkalmazkodnak az atmoszférához. A belső terekhez Carter speciális kék árnyalatot alkalmazott, amely nappali megvilágításnál barátságos érzést kelt, azonban a sötétség leszálltával, mikor már a történet is baljóslatúvá válik, hozzásegítenek a félelemérzet megteremtéséhez. A tükrök is kulcselemei a hatáskeltésnek. Carter úgy fogalmaz, ezek „az igazság egyfajta kapui”. „Ezért aztán tele a ház tükrökkel, ám erre csak akkor figyelünk fel igazán, amikor valami rosszat pillantunk meg benne.”
A díszletekkel együtt a jelmezek is szinkronban állnak a film hangulatával. Susie DeSanto jelmeztervező konzultált Carterrel a fényekről és a sötétségről, hogy ennek megfelelően alakíthassa ki Michelle Pfeiffer ruhatárát. A színésznő a film elején sok fehéret visel, majd pedig a szürke és a fekete kezd dominánssá válni öltözködésében.
A filmben kétszer is feltűnő híd a valóságban is meglehetősen közel helyezkedik el a díszletként felépített házhoz, a vermonti Daughters of the American Revolution-park közelében. Az itteni forgatáshoz több napra le kellett zárni a hidat, ami nem kevés fejtörést okozott a helyi lakosságnak a tó mindkét oldalán, lévén kevés más helyütt lehet átkelni a vízen (egy körülményes megoldás a több órás autózás maradt a költséges kompig).
A felvételek 1999 decemberében értek végét. A forgatás késő nyáron és az ősz folyamán folyt, s az évszakváltozás a készítők javára vált. „Ahogy elnézzük ezt a házat a ragyogó nyári napsütésben, az maga a tökéletes álomotthon. De amint megnyúlnak az árnyékok és a kamera is mélyebbről figyeli az eseményeket, a ház hirtelen barátságtalanná és fenyegetővé válik” – vázolja a természet közbenjárását a rendező.

### A fényképezés
A tükrök komoly feladat elé állították az operatőrt, akinek ügyelnie kellett arra, hogy semmi se látszódjon bennük a felszerelésből. Don Burgess úgy oldotta meg a kihívást, hogy 1,2–4,5 méteres darukarok végére rögzített kamerákkal lavírozott a tükrök és az olykor meglehetősen szűk díszletek között. A rendezői koncepciónak eleget téve több ízben is előfordul olyan beállítás, mikor a kamera szemmagasságból ereszkedik alá, megint csak a hátborzongató hatás érdekében. Abban a jelenetben például, mikor a Pfeiffer által játszott Claire Spencer a földön fekszik mozgásra képtelenül, s a gyilkos föléje hajol, a kamera a „padló alá” mozdul, hogy a nő arcára felfelé tekintsen. A hatást üvegpadló alkalmazásával érték el; a jelenet elején megfigyelhető szilárd talapzatot számítógéppel rajzolták meg. Szintén ezen üvegpadló látható, mikor egy másik alkalommal Claire elejti kulcsát.
Burgessnek a tükrök mellett egyéb nehézségekkel is szembesülnie kellett. A jeleneteket nem időrendben rögzítették, ami még bevett gyakorlat, azonban a forgatás az Egyesült Államok két ellentétes oldalán zajlott felváltva, Vermontban és Kaliforniában. „Előfordult, hogy ugyanannak a jelenetnek különböző részeit más időben és a »túlparton« kellett felvenni, ami persze a folyamatosság szempontjából valóságos rémálom” – ecseteli az operatőr. A fényképezéshez Panavision Kodak Digitalt használtak. A felvételek egyes részeit az operatőri asszisztens digitális kép formájában rögzítette, amit ezután számítógépre vittek egy erre kialakított szoftverrel, ami reprodukciót készített a jelenetről. Ez megfelelő támaszkodási pontot adott a máshol forgatott részletekhez.

### A hangeffektek
Randy Thom hangmérnök a munkálatok legelejétől megbeszéléseket folytatott Zemeckisszel a film lehetséges hangeffektjeiről. A Claire által hallott hangokról arra a megállapításra jutottak, hogy suttogásoknak kell lenniük, semmint rívó, jajveszékelő hangoknak. Azért döntöttek így, hogy fenntartsák a bizonytalanságot afelől, hogy Claire képzelődik-e csupán, vagy a ház valóban kísértetjárta. „Tudtuk, hogy nem akarjuk tisztázni a hangokat” – magyarázza Thom. Több apró darabból állította össze e suttogásokat. Egy része Michelle Pfeifferé, illetve Amber Vallettáé, aki Madisont alakítja a filmben, míg akad közte idős mexikói–amerikai imádkozó nők hangja is. Ez utóbbit Thom darabokra vágta és visszafelé játszotta le. „Valahogy olyan misztikusnak vagy spirituálisnak hat” – mondja a hangmérnök. A suttogások mellett a víz hangjai is kiemelt szerephez jutnak. Mikor Claire meglátogatja Madison anyját, a ház melletti folyó hangja enyhén hallatszik, majd a nappaliban a két nő beszélgetése alatt teljesen elnémul, s újfent hangosan morajlik, mikor Madison szobájában vannak. „Ez a fajta dolog valószínűleg nem tűnik fel a nézőknek, pedig árulkodó jel arra, hogy a víznek fontos szerepe van a rejtély megoldásában” – vallja be Thom.
A számos fürdőszobás jelenet közül a legjelentősebb az utolsó volt, mikor Claire magatehetetlenül fekszik a kádban, miközben az egyre telik vízzel. Ezt sokszor a szereplő szemszögéből látja a közönség, s mikor a nő füle is víz alá kerül, az összes hangot tompították, mintha ténylegesen víz alattiak lennének. Ugyan akad ezt követően víz feletti felvétel, a hangeffektek mégsem változnak – megmaradnak olyannak, mint a víz alatti neszek, vagy mintha Claire fejében hallatszódnának. „Nem akartuk a közel-megfulladásos jelenetet túlcifrázni a hangjait illetően” – mondja Thom. „Szerintem a legfontosabb tényező a történetmeséléshez felhasználandó hangfok meghatározásában, hogy milyen nézőpontból láttatja a film az eseményeket.” „Még ha ez a közel-megfulladásos jelenet a kádban nézőpontos szekvencia is, nem akartunk túlzásokba esni.” Mielőtt Claire fülei víz alá kerülnek, a fürdőszoba általános zajai hallhatóak: ahogy a csap feltölti a kádat és az, amint Norman tesz-vesz. Mikor a hallószerveket ellepi a víz, a hangeffektek kihangsúlyozottan tompulnak, s így hallható tovább, amint a víz folyik a kádba és amint Claire mozgolódni próbál, hogy a kád fenekén lévő zuhanyrózsával elzárja a vizet; mindezt nyikorgó és kaparó hangok kísérik, amik enyhén visszhangzanak is. „Néhány buborék-hangot is adtunk hozzá és egy pár, szándékaim szerint finom, már-már zenei tónust” – részletezi Thom a jelenet hangtervezését. Zemeckis már az elején úgy döntött, hogy a jelenet nélkülözni fogja a zenei aláfestést; itt a hangeffektek jelentik azt. Akad egy pár hirtelen zenei megmozdulás a nézők megijesztése végett, de amint Claire víz alá merül, nincs a hagyományos értelemben vett kísérőzene. Thom néhány enyhén baljós hangzatú zenei hanggal ötvözte a buborékokat és a víz folyását.
Az a jelenet, melyben Claire a szeánsz után elhagyja a fürdőszobát, majd visszamegy, s a kádat teljesen telve találja, kívülről jövő tücsökhangokkal kísért. Amint egyre beljebb megy a helyiségben, a tücskök hangtónusa úgy válik mindinkább fenyegetővé. „Tücsökzenéhez hasonló, de egyáltalán nem tücskök. Zeneként funkcionálnak e hangok; zenei érzékletük van, de nincs dallamuk. Pusztán baljós zenei hangok” – elemzi a jelenet hangjait Thom. Claire lépéseinek hangját a szcénában, mint sok más egyszerű hangot, amit a forgatás alatt nem sikerült megfelelően rögzíteni a zajos kamera vagy más egyéb külső tényező miatt, az utómunkálatok alatt vették fel s illesztették a jelenetbe. Az utolsó fürdőszobás jelenet, mikor Pfeiffer esés közben magával rántja a zuhanyfüggönyt, valójában Dennis Leonard supervising hangvágó földre zuhanásának hangját tartalmazza.

### Kimaradt jelenetek
A film előzetesében megfigyelhetők a végső változatból hiányzó vagy attól eltérő momentumok. Ilyen, mikor Norman, Claire és Claire lánya mind a konyhában vannak, s a főiskolára készülő Caitlin azt mondja, „Állandóan haza fogok jönni”, mire Norman a lány első szavával reagál („állandóan?”), Claire pedig felnevet. Szintén nem látható a bemutatott verzióban, mikor Claire a rózsáit fotózza Nikon fényképezőgépével, illetve mikor a nő és Norman a képeket nézve egy árnyat fedez fel az egyik hátterében. Több jelenethez is az előzetesben láthatótól eltérő kameraállást használtak, a „szomszédok szeretkezése”-jelenetnél pedig más a megvilágítás a kész filmben.

### A filmzene
A film kísérőzenéjét Zemeckis állandó munkatársa, Alan Silvestri szerezte. A 2000. július 1-jén boltokba került, kilenc trackből álló album nem egészen fél órányi anyagot tartalmaz.

#### A számok listája
1. Main Title (01:12)
2. Panic Attack (03:00)
3. Ouija Board (01:14)
4. You Know (02:42)
5. Forbidden Fruit (05:32)
6. I Opened The Door (02:50)
7. The Getaway (02:46)
8. Reunited (03:56)
9. End Credits (06:44)

## Bemutató
A film bemutatója kapcsán adott egyik interjúja során Ford kisétált az utcára, hogy megjavítsa egy pár lerobbant autóját. Miután kiszúrta a bajbajutottakat, a színész odament hozzájuk, s öltönyét levéve felajánlotta segítségét. Feltűrte ingujjait, majd tíz percen át bütykölt a motorház alatt, mígnem a kocsi felberregett, Ford pedig visszatért a szórakoztatóipar csillogó külsőségei közé; ám előtte még megadta elérhetőségét a két szerencsésnek egy aláírásával is ellátott fényképén, hogy felhívhassák, ha a jármű újból rakoncátlankodna. Ford egy barátja szerint „Harrison meglehet, a világ egyik legnagyobb filmsztárja, de ácsként kezdte életét és autószerelőnek is tanult. Minden járművét maga javítja.”

### Marketing
A Temetetlen múlt előzetese jelentős fordulatokat árul el a filmből. Az eredeti plakát szintén olyan mottót használ, ami egyértelművé teszi, milyen irányt vesz a cselekmény a végkifejlethez közeledve. Roger Ebert kritikus a Chicago Sun-Timesban nem csupán a filmről írt, hanem az előzetesét is górcső alá vette. Így vélekedik: „A film előzetese teljesen tönkreteszi a meglepetéseket; ha láttad az előzetest, tudod, miről szól a film, s az első óra összes feszültsége felesleges maszlag számodra, köztük fontos felfedések a szereplőkről. Hát nem bosszantja a rendezőket, mikor feszültséget teremtenek, a marketing pedig szabotálja erőfeszítéseiket?” Zemeckis azzal reagált Ebert kérdésére, hogy úgy gondolta, a közönség mindent tudni szeretne a filmről, mielőtt látja, s ezért árultak el kulcsfontosságú momentumokat a 2000-es filmjeihez, a Temetetlen múlthoz és a Számkivetetthez készült trailerek.

### Kritikai visszhang
| Lap                     | Kritikus        | Ítélet | Link                                                                                 |
| ----------------------- | --------------- | ------ | ------------------------------------------------------------------------------------ |
| Chicago Sun-Times       | Roger Ebert     |        | rogerebert.suntimes.com Archiválva 2013. március 28-i dátummal a Wayback Machine-ben |
| Houston Chronicle       | Louis B. Parkes |        | chron.com                                                                            |
| Los Angeles Times       | Kenneth Turan   |        | calendarlive.com                                                                     |
| San Francisco Chronicle | Bob Graham      |        | sfgate.com                                                                           |
| Variety                 | Emanuel Levy    |        | variety.com                                                                          |

A Temetetlen múlt vegyes fogadtatásban részesült. Az amerikai újságírók véleményeit tömörítő Rotten Tomatoes weboldalon 45%-on áll a film, több mint 120 kritika alapján. A konszenzus szerint „Robert Zemeckis nem képes megmenteni ezen egyszerű és eredetiséget nélkülöző filmet.”
Sara Vorhees, a Scripps Howard News Service munkatársa szerint a film „az egyik legijesztőbb mozi, amit idén láttam. […] Valaki olyannal nézd meg, aki nem bánja, ha kiugrasz a székedből, egyenesen az ölébe.” A Good Morning Americában Joel Siegel megjegyezte: „Ez a nyár ijesztgetős filmje, ami tényleg ijesztő.” (Utalva a pár héttel korábban bemutatott Scary Movie-ra, vagyis Horrorra akadvára.) A Washington Post kritikusa szerint azonban míg Robert Zemeckis ért az ijesztgetéshez, „nem sajátította el a suspense művészetét.” A New York Daily News-t azonban a rendező rémítő-taktikája sem győzte meg. „Egyetlen helyénvaló ijesztő momentum akad, és ez nem elég egy filmnek, ami több mint két óráig tart” – írja Jack Mathews. Több kritikus is rámutatott a tényre, hogy Michelle Pfeiffer rengeteg időt tölt a vízben a film alatt, ami például a Philadelphia Inquirer újságíróját az „elázott, elázott, elázott” frázisra ösztönözte a film milyenségét illetően. Steven Rea hozzáteszi, „És emellett ostoba, ostoba, ostoba.” A filmről nyilatkozó kritikusok az alapokban sem értettek egyet, még azok sem, akik egyaránt negatív vélekedésüknek adtak hangot. „Az utolsó húsz perc az, amitől a Temetetlen múlt majdnem működik” – jelent meg a Toronto Globe & Mailben. Ezzel szemben a Philadelphia Daily News szerint „A Temetetlen múltban egy bűzlő befejezés van eltemetve.” Roger Ebert úgy találta, a film „nélkülözi az okosabb forgatókönyvet, kevésbé használja ki színészei és rendezője igazi tehetségét, mint megérdemelné, s aztán egy olyan befejezésben siklik ki, ami inkább nevetséges, mint ijesztő.”

### Box office: Bevételi adatok
| USA           |  | $155 464 351 |
| Spanyolország |  | $11 729 827  |
| Németország   |  | $9 636 178   |
| Mexikó        |  | $7 782 574   |
| Tajvan        |  | $3 980 000   |
| Japán         |  | $3 778 991   |
| Argentína     |  | $3 326 487   |
| Svédország    |  | $1 510 228   |

| Egyesült Királyság |  | $19 911 075 |
| Franciaország      |  | $10 375 781 |
| Olaszország        |  | $8 274 859  |
| Ausztrália         |  | $4 651 385  |
| Brazília           |  | $3 902 561  |
| Benelux államok    |  | $3 418 728  |
| Görögország        |  | $1 850 991  |
| Hongkong           |  | $1 246 945  |

A filmek bevételeivel foglalkozó Box Office Mojo a bemutatót megelőző előrejelzésében 25 millió dollár körüli összeget jósolt a Temetetlen múltnak, illetve a második helyet a nézettségi listán a második hetébe lépő, nyitóhétvégéjén nagy sikernek örvendett X-Men – A kívülállók mögött. A 100 millió dollárból készült film azonban, felülmúlva a várakozásokat, 29,7 millió dollárral megszerezte a vezető pozíciót. A weboldal munkatársa rámutatott, a sikerhez hozzájárult, hogy a nyári moziszezon első horror/thriller műfajú produkciója a DreamWorks bemutatója. A közönség 61%-a nő volt, s emellett 64%-a 25 év feletti, vagyis hasonló nézőösszetételt tudhatott magáénak, mint a Kettős kockázat és a Végzetes vonzerő.
E teljesítménnyel Harrison Ford és Michelle Pfeiffer is kiküszöbölte korábbi, bukásnak bizonyuló munkájának csorbáját; a Zuhanás drámával, a Velem vagy nélküled pedig vígjátéki elemekkel vegyítette a romantikát, azonban egyik film sem nyerte meg magának a moziba járókat 1999-ben. A 29,7 millió dollár Ford karrierjében a harmadik (az Indiana Jones és a kristálykoponya királysága és Az elnök különgépe mögött), Pfeifferében pedig a második legmagasabb nyitóhétvége (a Batman visszatér mögött). A második hétvégén, 2000. július 28. és 30. között mindössze 23%-kal kevesebb jegy kelt el a filmre – horrorfilm esetében egyedülálló arány –, noha a második helyre csúszott a Bölcsek kövére II.: A Klump család debütálása miatt. Augusztus 9-én, vetítésének harmadik hetében, tizedikként 2000-ben a százmilliomodik dollárt is elérte bevétele. Ezzel Ford lett az első színész a filmtörténelemben, aki négy évtizedben is rendelkezik olyan filmmel, amely átlépte a százmilliós határt – hangsúlyozta ki a Harrison Ford Web. A Box Office Mojo azonban fenntartásokkal kezelte e vélt vagy valós mérföldkövet. Brandon Gray rámutatott, a 2000. év technikailag még a '90-es évekhez tartozik, s emellett a '70-es évekbeli American Graffiti és Csillagok háborúja nem sorolható Harrison Ford-filmnek, hiszen előbbiben csak rövid időre tűnt fel a színész, utóbbiban pedig mellékszerepet játszott, s ismertségre is csak ezzel a szereppel tett szert. Ha ekkor tehát nem is, 2008-ban azonban már mindenképpen sikerült teljesítenie Fordnak a bravúrt, hiszen a negyedik Indiana Jones-film több mint 300 millió dolláros bevételt ért el.
A Temetetlen múlt Észak-Amerikában az év tizedik legnagyobb bevételt elért filmje lett 155,5 millió dollárjával, amit több mint 28 millió néző jegyvásárlása tett ki. Világviszonylatban 291 millió dollárnak megfelelő összeggel szintén a 10. helyet foglalhatta el. Legeredményesebbnek az Egyesült Államokon és Kanadán kívül az Egyesült Királyságban (19,9 millió dollár), Spanyolországban (11,7 millió dollár) és Franciaországban (10,4 millió dollár) bizonyult.
Magyarországon is jó eredményeket ért a film. Az InterCom 2000. november 30-án mutatta be, s Budapesten az első hétvégén közel 23 ezren váltottak rá jegyet, ami 17,4 millió forintos bevételt jelentett. Az év végéig, azaz 2000. december 31-ig a fővárosban 76 ezer nézőt vonzott, 55,2 millió forintos bevétel mellett, míg országosan 132 ezres közönségre tett szert ugyanezen pontig. Mozis pályafutását összesen 180 ezer látogatóval zárta, ami szintén jelentősen meghaladta a Zuhanás és a Velem vagy nélküled forgalmát.

### DVD-megjelenések
A Temetetlen múlt fél évvel a moziforgalmazás kezdetét követően, 2001. január 30-án jelent meg DVD-n az 1-es régióban, vagyis az Egyesült Államokban és Kanadában. A lemez anamorf, szélesvásznú képpel, 2,35:1-es képaránnyal tartalmazza a filmet. A bónuszanyagok között fellelhető a rendező audiokommentárja mellett az HBO werkfilmje, filmelőzetes, illetve produkciós jegyzetek és információk a stábtagokról. A kiadó 2008. szeptember 9-én dobta ismét piacra a korongot, új borítótervvel.
Magyarországon 2001. június 19-én vált elérhetővé a lakosság számára a film DVD-n, az 1-es régióssal teljesen megegyező tartalommal, azonban csak eredeti hangsávval. A szinkronizált változat négy és fél évvel később, 2006 januárjában került a boltokba, némileg eltérő borítóval és extrák nélkül. A magyar és az angol mellett cseh, lengyel és török nyelven is élvezhető a film e kiadvány révén.

### Videók
- A film sokat eláruló előzetese a YouTube-on
- Videointerjú Michelle Pfeifferrel

### Egyéb
- A film eredeti forgatókönyve (angol nyelven)
- Temetetlen múlt – Hungler Tímea kritikája a FilmVilágban
- A Port.hu kritikája